# Film Score Monthly
Film Score Monthly è una rivista statunitense specializzata in materia di colonne sonore cinematografiche fondata da Lucas Kendall nel 1992 in formato cartaceo e trasferita nel 2005 in formato on line.
Mantenendo lo stesso marchio, lo staff creativo della rivista, a partire dal 1998, ha iniziato a produrre una serie di compact disc a tiratura limitata, dedicati alla pubblicazione di opere musicali del settore, con particolare attenzione a titoli delle cosiddette golden age (anni '40 - '60) e silver age (anni '70 e primi anni '80) di Hollywood e, solo raramente, di produzioni di provenienza anche europea.
Nella collana di CD, che sono tuttora regolarmente editi a cadenza mensile, sono state pubblicate molte opere inedite di grande rilievo, la maggior parte delle quali proposte nelle versioni originali (come incise all'epoca della produzione del film) ed integrali.
In taluni casi sono stati invece ristampati in CD titoli precedentemente pubblicati su vinile, da tempo introvabili, anche in questi casi con il suono rimasterizzato per essere proposto allo stato dell'arte.
I libretti di accompagnamento dei titoli pubblicati sono normalmente affidati ad autorevoli giornalisti, recensori e studiosi del settore, ed in essi vengono ricostruite con dovizia di informazioni sia la realizzazione del film di riferimento, sia la biografia del compositore, sia la creazione della partitura musicale. In alcuni casi i testi contenuti nei libretti (resi autorevoli da accurati e puntuali richiami alle fonti informative) costituiscono un punto di riferimento unico per chi voglia acquisire notizie e aneddoti non comuni sull'opera cinematografica e sugli artisti che vi hanno collaborato.
Tra gli autori pubblicati figurano nomi eccellenti, tra cui Alfred Newman, Franz Waxman, Erich Wolfgang Korngold, Miklós Rózsa, Jerry Goldsmith, John Williams, Henry Mancini, Elmer Bernstein, Ennio Morricone.
Negli ultimi anni sono stati incisi anche "box" monografici contenenti numerosi dischi. Tra essi, la ristampa integrale della raccolta Elmer Bernstein Collection, originariamente apparsa in vinile nei primi anni '80, contenente riesecuzioni di importanti partiture ad opera del compositore Elmer Bernstein (tra i titoli contenuti nella raccolta, le leggendarie musiche di Bernard Herrmann per il film di Alfred Hitchcock Il sipario strappato (Torn Courtain), che vennero respinte dal regista e rimpiazzate con una nuova partitura affidata a John Addinsell); un'edizione dedicata a tutte le musiche del ciclo di film dedicati a Superman ed alle serie di cartoni animati ispirati al personaggio; un'edizione in 15 cd dedicati al celeberrimo compositore di origini ungheresi Miklós Rózsa, comprendenti anche la prima edizione assoluta delle sue musiche per il film Quo Vadis).
Particolare attenzione è stata infine dedicata ad autori poco conosciuti (come ad esempio Bronislau Kaper o Leonard Rosenman), dei quali è stata notevolmente implementata la discografia disponibile proprio grazie alle uscite di questa collana, oppure alle musiche di serie televisive (tra cui, per esempio, le serie La fuga di Logan, con musiche di Laurence Rosenthal e Bruce Broughton, CHiPs, con musiche di Alan Silvestri, o ancora L'uomo dell'UNCLE e Il dottor Kildare, entrambe con musiche di Jerry Goldsmith).
Alcuni titoli della collezione sono stati esauriti e sono oggetto di elevate quotazioni nel mercato dei collezionisti. Tra questi, ad esempio, le musiche di John Williams per L'inferno di cristallo (The Towering Inferno) e quelle di Ron Gainer per 1975: Occhi bianchi sul pianeta Terra (The Omega Man).